# Landkreis Hildesheim
Landkreis Hildesheim er en landkreis i den sydlige del af den tyske delstat Niedersachsen med administrationen beliggende i byen Hildesheim. Den grænser mod vest til Landkreis Hameln-Pyrmont, mod nord til Region Hannover og Landkreis Peine, mod øst til Landkreis Wolfenbüttel og den kreisfri by Salzgitter og mod syd til landkreisene Goslar, Northeim og Holzminden.

## Geografi
Landkreis Hildesheim ligger i overgangsområdet mellem Mittelgebirgene og den Nordtyske Slette. Naturmæssigt kan landkreisen inddeles i fire områder: de tætbefolkede vestlige Hildesheimer Börde og Calenberger Lößbörde, samt det mod øst liggende skovrige untere Innerstebergland og Leinebergland. Mod syd ligger højdedrag og bjerge som Osterwald, Thüster Berg, Ith, Hils, Sieben Berge, Vorberge, Hildesheimer Wald, Duinger Wald, Hainberg, Sackwald og Selter.
Fra sydøstenden af Landkreis Hildesheim løber floden Innerste fra Grasdorf, over Hildesheim til den nordvestlige ende til Ruthe, hvor den muder ud i Leine. Denne løber i den vestlige del af kreisen fra syd mod nord gennem byerne Alfeld og Gronau.
Landkreis Hildesheim har en udstrækning på 45 km fra nord til syd (Ummeln til Wetteborn); fra vest til øst er der 49 km (Capellenhagen til Söhlde). Hovedbyen Hildesheim ligger 83 moh. Det højeste punkt i Landkreis Hildesheim er Bloße Zelle med en højde på 480,4 moh. beliggende i Hils ved Coppengrave, det laveste punkt er 59 moh. i dalen ved Ruthe.

## Oprettelse
Landkreis blev oprettet ved kreisreformen 1. august 1977 ved en sammenlægning af den da kreisfrie by Hildesheim med Landkreisen Alfeld og Hildesheim-Marienburg.

## Byer, amter og kommuner
Kreisen havde 276594 indbyggere pr. 2018-12-31

| Byer | Samtgemeinden |  |
| --- | --- |  |
| 1. Alfeld (Leine), bykommune (18626) 2. Algermissen (7874) 3. Bad Salzdetfurth, by (13145) 4. Bockenem, by (9795) 5. Diekholzen (6439) 6. Elze, by (8939) 7. Freden (Leine) (4731) 8. Giesen (9709) 1. Harsum (11359) 2. Hildesheim, administrationsby (101990) 3. Holle (7010) 4. Lamspringe (5627) 5. Nordstemmen (12123) 6. Sarstedt, by (19359) 7. Schellerten (7968) 8. Sibbesse (5744) 9. Söhlde (7814) | - 1. Samtgemeinde Leinebergland (18342) 1. Duingen, Flecken (4906) 2. Eime, Flecken (2578) 3. Gronau (Leine), Stadt * (10858) 1Administrationsby i Samtgemeinde; 2by |  |